# Arthrochilus dockrillii
Arthrochilus dockrillii är en orkidéart som beskrevs av Peter S. `Bill' Lavarack. Arthrochilus dockrillii ingår i släktet Arthrochilus och familjen orkidéer. Inga underarter finns listade i Catalogue of Life.